# Senegalia senegal
Senegalia senegal (L.) Britton, 1930 è una pianta della famiglia delle Fabacee, dalla cui corteccia si estrae la gomma arabica.

## Descrizione
Si presenta come un arbusto spinoso alto fino a 10 metri, deciduo. Ha una corteccia color marrone-giallastro e foglie che si alternano da ogni lato del gambo bipennate.

## Distribuzione e habitat
È ampiamente diffusa nelle regioni dal Senegal alla Mauritania e nell'Africa orientale fino all'Eritrea e all'Etiopia. È anche presente in Sudafrica, nella penisola arabica (Yemen, Oman) e in Asia (Pakistan, India). È stata successivamente introdotta in Egitto, in Australia, a Porto Rico e nelle Isole Vergini.

## Usi
Questa pianta fornisce la gomma arabica, una sostanza naturale formata da diversi componenti tra cui l'arabinosio, ampiamente utilizzata come additivo alimentare, nell'artigianato e come cosmetico.